# Rudziczka (Opolské vojvodství)
Rudziczka (česky Rudička, Liheřovice, německy Riegersdorf) je ves v jižním Polsku, v Opolském vojvodství, v okrese Prudník, ve gmině Prudník.

## Geografie
Ves leží v Opavské pahorkatině. Přes ves protéká potok Meszna, přítok řeky Ścinawa Niemodlińska.
K sołectwu (starostenství, šoltyství) Rudziczka patří Gajówka, Włókna a Zimne Kąty.

## Historie
Vesnice byla založena ve polovině XIII. století. V roce 1592 Metychové z Čečova získali zámek v Łące Prudnické, který se stal centrem jejich panství. V té době vlastnili také několik vesnic v okolí Prudníku, včetně části Rudičky.
Po válkách o rakouské dědictví (1740–1748) připadla vesnice Prusku, po druhé světové válce se stala součástí Polska.

## Vývoj počtu obyvatel
| Rok  | Počet obyvatel |
| ---- | -------------- |
| 1860 | 1000           |
| 1861 | 1181           |
| 1937 | 1246           |
| 1933 | 1235           |
| 1939 | 1460           |

| Rok  | Počet obyvatel |
| ---- | -------------- |
| 1940 | 1462           |
| 1998 | 947            |
| 2002 | 903            |
| 2009 | 923            |
| 2011 | 911            |

## Doprava
Vesnicí prochází silnice 1. třídy č. 41 (DK41).

## Památky
V obci se nacházejí tyto památky:
- kaple z XIX. století
- dvě kaple
- dům č. 193